# Holland & Holland

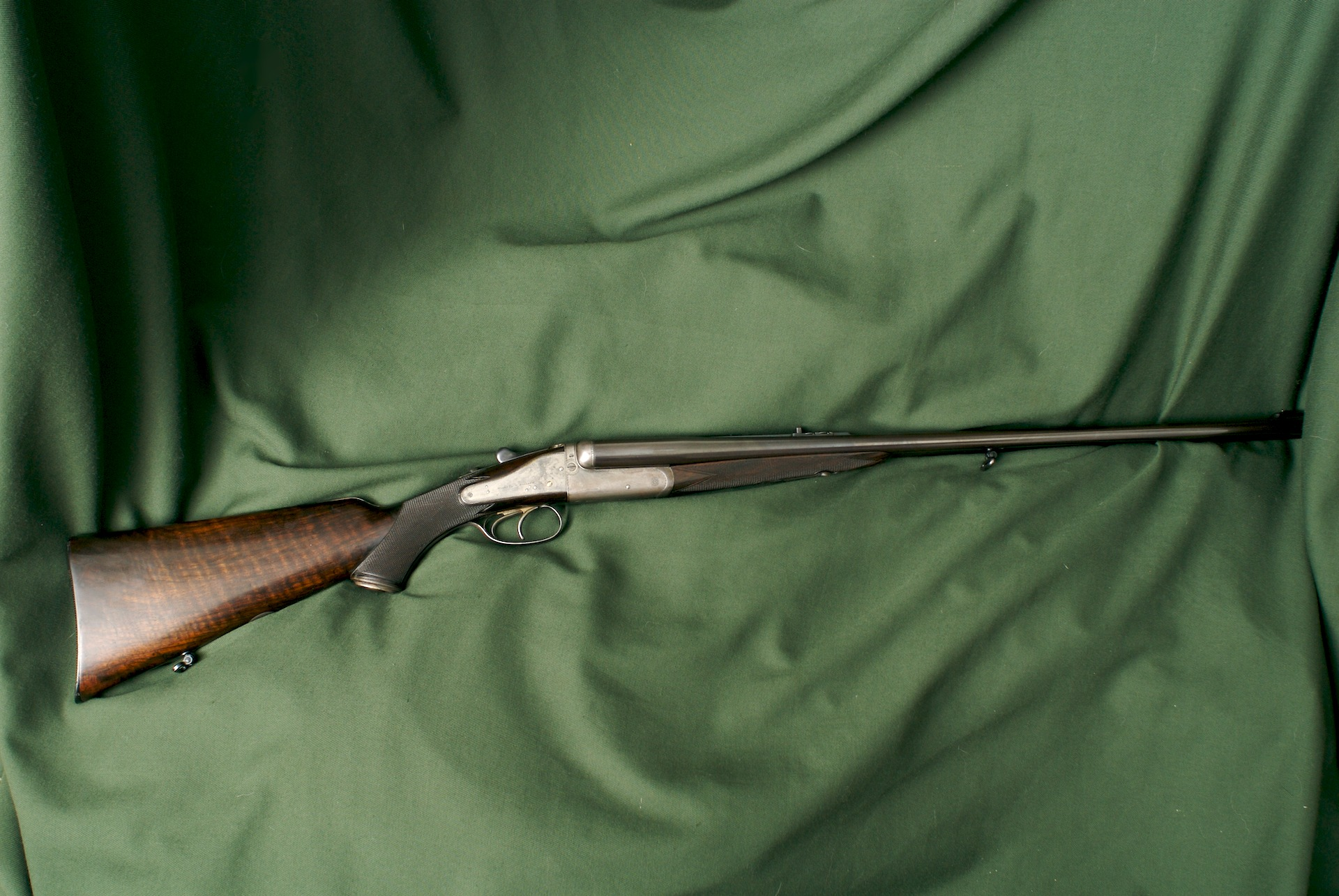
En Holland & Holland dubbelstudsare.

Holland & Holland är en brittisk tillverkare av jaktvapen. Företaget har sitt säte i London och grundades av Harris Holland 1835. 
Holland & Holland tillverkar främst hagelgevär av typ sida vid sida och dubbelstudsare. Tillverkningen sker hantverksmässigt, och vapnen tillpassas individuellt efter kundens önskemål. Jaktvapnen från Holland & Holland räknas bland de mest exklusiva i världen. Andra brittiska tillverkare av s.k. Best Guns är Purdey och Boss.